# Dierk Engelken
Dierk Engelken (* 26. Juli 1941 in Elbing) ist ein deutscher Maler und Bildhauer.

## Leben und Wirken
Engelken studierte von 1962 bis 1965 Germanistik, Kunstgeschichte und Staatswissenschaften in Bonn und Köln und von 1965 bis 1969 Malerei und Bildhauerei an der Kunstakademie Düsseldorf, wo er 1969 zum Meisterschüler ernannt wurde.
Nach dem 1. und 2. Staatsexamen (1969/1971) war er im Schuldienst, bis er von 1972 bis 2001 mit Lehr- und Prüfungstätigkeiten an der Pädagogischen Hochschule Rheinland, und den Universitäten Köln und Bonn betraut wurde.
Von 1978 bis zu seiner Pensionierung 2001 war Engelken Leiter des Studios für Kunsterziehung „Atelier für Bildende Kunst“ der Rheinischen Friedrich-Wilhelms-Universität Bonn.
Als Bundesvorsitzender des Bundesverbandes Bildender Künstlerinnen und Künstler im Umfeld der damaligen Bundeshauptstadt Bonn setzte er sich für die zur Stärkung der Position der Künstler ein. Hervorzuheben sind: Durchsetzung des Künstlersozialversicherungsgesetzes, Aufbau der Verwertungsgesellschaft Bild-Kunst, Gründung der Stiftung Kunstfonds und Mitwirkung in der Internationalen Gesellschaft der bildenden Künste (IGBK) bei der International Association of Art (IAA/AIAP) in der UNESCO. Kooperationen mit Künstlerorganisationen im östlichen Ausland und der DDR sowie die Organisation und Durchführung von Künstlersymposien und Plain-Airs (Triangel) unter der Beteiligung von Künstlern aus Frankreich und Kanada. Auf ihrer XIV. Generalversammlung im Jahr 1995 wählte die AIAP/UNESCO Dierk Engelken zum Ehrenvorsitzenden.
Von 1978 bis 1994 war Engelken Mitherausgeber und Redakteur der „Kulturpolitik“- Zeitschrift für Kunst und Kultur sowie von 1981 bis 1983 Begründer, Mitherausgeber und Chefredakteur der Zeitschrift „Kunstkurier“.
Überregional bekannt wurde Engelken durch seine großformatigen „Naturalen Skulpturen“, die er in zahlreichen Städten zeigte.
Dierk Engelken lebt und arbeitet als freier Maler und Skulpteur in Bonn.

## Einzelausstellungen (Auswahl) seit 1971
- 1971 Bonn – Kurfürstliches Gärtnerhaus (Katalog)
- 1972 Köln – Galerie Glaub
- 1976 Bonn – Kurfürstliches Gärtnerhaus – „Zeichnungen“ (Katalog)
- 1979 Sao Paulo – Museu d’Arte; Belo Horizonte – Museu d‘Arte; Brasilia – Museu d’Arte; Rio de Janeiro – Museu d’Arte – „Trabalhos Gràficos“ (Katalog)
- 1981 Bonn – Bonner Kunstverein – „Zur Sache“
- 1981/82 Warschau – Galeria MPiK Sciana Wschodnia (Katalog)
- 1982 Kraków – Galeria Sztuki Wspoltczesnej „Desa“ (Katalog)
- 1984 Münster – Westpreußisches Landesmuseum – „Zeichnungen, Graphik, Plastiken, Gemälde“ (Katalog)
- 1985 Wittlich – Alte Synagoge
- 1987 Washington DC – Deutsche Botschaft – „Rheingold, extra dry“ (Katalog)
- 1987 Köln – Wachsfabrik – „Le Bâteau ivre“
- 1993 Schwarzheide – Galerie BASF – „Retrospektive ´68 -´93“ (Katalog)
- 2001 Bonn – Haus an der Redoute
- 2016 Jaworzno – Museum Jaworzno
- 2016 Remagen – Galerie MASH – „Combine Paintings“
- 2016 Bonn – Galerie USU – „Ansichten“
- 2018/19 Bonn – Haus der Theatergemeinde – „theatrum bonnensis“
- 2022 Bonn – Universitätsclub – „Studium Universale“ (Katalog)
- 2022/24 Siegburg, Pumpwerk – Kunstverein für den Rhein-Siegkreis – „Naturale Skulpturen und andere Äußerungen“
- 2023 Bonn – Trinitatiskirche – „Auslotungen“

## Ausstellungsbeteiligungen (Auswahl) seit 1970
- Kölner Kunstkaleidoskop, Köln
- Grosse Düsseldorfer Kunstausstellung
- 50 Graphiken rheinischer Künstler, Wanderausstellung des Rheinischen Museumsamtes
- Grosse Münchner Kunstausstellung
- Bundesausstellung des BBK, Kunsthaus Stuttgart
- Selbstbildnisse, Ostdeutsche Galerie Regensburg
- XII. Festival International de la Peinture, Musee Chateau, Haut-de-Cagnes, Frankreich
- Kunst zum Überleben, Kraków/VR Polen
- Kontraste, Kunsthalle Sofia/Bulgarien
- Bonner Künstler aktuell, Kunstmuseum Bonn
- Zeitgenössische Künstler aus Deutschland, Kunstmuseum Seoul/Korea
- Triennale der realistischen Malerei, Sofia/Bulgarien
- Graphikausstellung Köln-Südtirol/- Meran/Italien
- Projekt Bonner Kunstwoche
- Köln-Kunst, Haubrich – Kunsthalle Köln